# 5249 Giza
5249 Giza è un asteroide della fascia principale del diametro medio di circa 22,23 km. Scoperto nel 1983, presenta un'orbita caratterizzata da un semiasse maggiore pari a 3,1682291 UA e da un'eccentricità di 0,1439528, inclinata di 2,16725° rispetto all'eclittica.